# 40 Близнецов
40 Близнецов (лат. 40 Geminorum, HD 51688) — двойная звезда в созвездии Близнецов на расстоянии приблизительно 1083 световых лет (около 332 парсеков) от Солнца. Видимая звёздная величина звезды — +6,397m.

## Характеристики
Первый компонент — бело-голубой гигант спектрального класса B8III. Радиус — около 4,15 солнечных, светимость — около 591 солнечных. Эффективная температура — около 12006 К.